# Joshua Orpin
Joshua Orpin (* 15. April 1994 in Melbourne, Victoria) ist ein australischer Schauspieler. 

## Werdegang
Joshua Orpin wurde in der australischen Metropole Melbourne geboren. Seine erste Rolle vor der Kamera übernahm er 2015 mit einem Auftritt im Kurzfilm Dark Horses. 2017 gab er mit der Rolle des Axel im Film The Neon Spectrum sein Spielfilmdebüt. Nachdem er 2019 in einer Gastrolle in der Serie Preacher auftrat, wurde er ab der zweiten Staffel der Serie Titans in der Rolle der Comicbuchfigur Connor Kent besetzt.

## Filmografie (Auswahl)
- 2015: Dark Horses (Kurzfilm)
- 2017: You, Me & Karen (Kurzfilm)
- 2017: The Neon Spectrum
- 2018: The Blake Mysteries: Ghost Stories (Fernsehfilm)
- 2019: Preacher (Fernsehserie, Episode 4x02)
- 2019: Upright (Miniserie, Episode 1x05)
- 2019–2023: Titans (Fernsehserie)
- 2025: Ich weiß, was du letzten Sommer getan hast (I Know What You Did Last Summer)